# Virginia Slims of Oklahoma City 1972 - Doppio
Il doppio del torneo di tennis Virginia Slims of Oklahoma City 1972, facente parte del Virginia Slims Circuit 1972, ha avuto come vincitrici Rosie Casals e Billie Jean King che hanno battuto in finale Judy Tegart Dalton e Françoise Dürr con il punteggio di 6–7, 7–6, 6–2.

## Teste di serie
1. Rosie Casals /  Billie Jean King (Campionesse)

1. Judy Tegart Dalton /  Françoise Dürr (finale)

## Tabellone

### Legenda
| - Q = Qualificato - WC = Wild card - LL = Lucky loser | - ALT = Alternate - SE = Special Exempt - PR = Protected Ranking | - w/o = Walkover - r = Ritirato - d = Squalificato |

|  | Primo turno                  | Primo turno                    | Primo turno                   | Primo turno | Primo turno |  |  | Semifinali | Semifinali                     | Semifinali                     | Semifinali                     | Semifinali |   |   | Finale | Finale                        | Finale | Finale | Finale |  |
|  |                              |                                |                               |             |             |  |  |            |                                |                                |                                |            |   |   |        |                               |        |        |        |  |
|  | 1                            | Rosie Casals Billie Jean King  | Rosie Casals Billie Jean King | 6           | 6           |  |  |            |                                |                                |                                |            |   |   |        |                               |        |        |        |  |
|  |                              | Lesley Hunt Kerry Melville     | Lesley Hunt Kerry Melville    | 0           | 0           |  |  | 1          | Rosie Casals Billie Jean King  | 7                              | 5                              | 6          |   |   |        |                               |        |        |        |  |
|  |                              |                                |                               |             |             |  |  |            | Helen Gourlay Karen Krantzcke  | 6                              | 7                              | 1          |   |   |        |                               |        |        |        |  |
|  |                              |                                |                               |             |             |  |  |            |                                |                                |                                |            |   |   | 1      | Rosie Casals Billie Jean King | 6      | 7      | 6      |  |
|  | Wendy Overton Val Ziegenfuss | Wendy Overton Val Ziegenfuss   | 7                             | 4           | 6           |  |  |            |                                | 2                              | J Tegart Dalton Françoise Dürr | 7          | 6 | 2 |        |                               |        |        |        |  |
|  | Julie Heldman Betty Stöve    | Julie Heldman Betty Stöve      | 6                             | 6           | 4           |  |  |            | Wendy Overton Val Ziegenfuss   | Wendy Overton Val Ziegenfuss   | 0                              | 1          |   |   |        |                               |        |        |        |  |
|  | 2                            | J Tegart Dalton Françoise Dürr | 4                             | 6           | 6           |  |  | 2          | J Tegart Dalton Françoise Dürr | J Tegart Dalton Françoise Dürr | 6                              | 6          |   |   |        |                               |        |        |        |  |
|  |                              | C Molesworth Pam Teeguarden    | 6                             | 0           | 3           |  |  |            |                                |                                |                                |            |   |   |        |                               |        |        |        |  |